# لاك دوراي (كيبك)
لاك دوراي (بالإنجليزية: Lac-Douaire, Quebec)‏ هي unorganized area of Canada تقع في كندا في Antoine-Labelle Regional County Municipality. يقدر عدد سكانها بـ 5 نسمة ومساحتها 2,120.80 كم2 .